# Білі серби

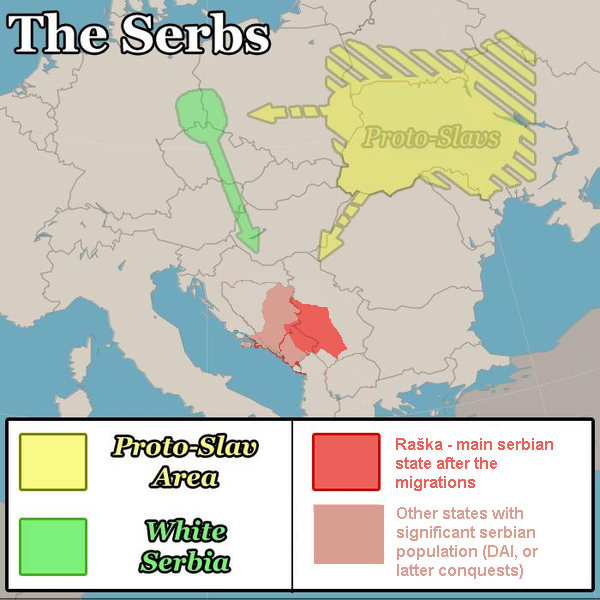
Ймовірна Біла Сербія позначена зеленим, сучасні сербські землі — червоним

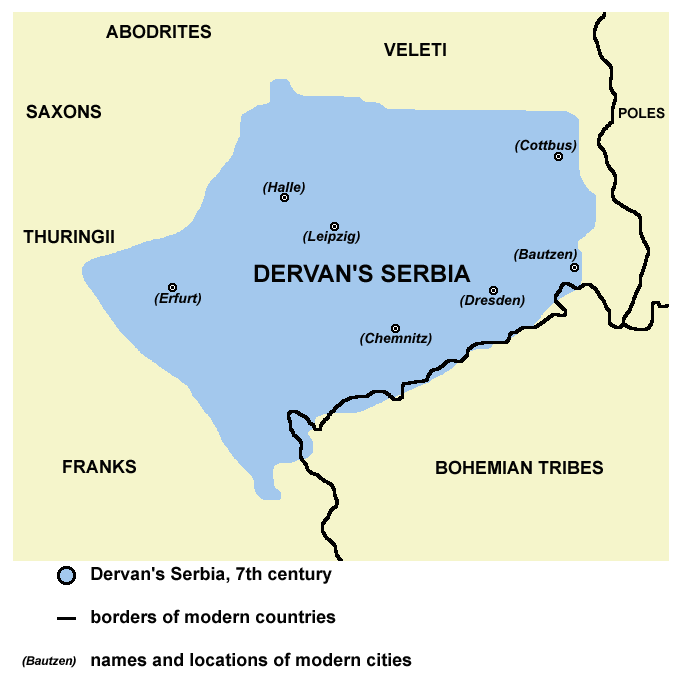

Білі серби (серб. Бели Срби / Beli Srbi) — ймовірно, колишнє полабське слов'янське плем'я. За деякими теоріями, земля, на якій жили білі серби знана як Біла Сербія, розташована навколо Лужицьких гір на схід від ріки Ельби (сьогодні на південному сході Німеччини, у південно-західній Польщі та північній Чехії) в ранньому середньовіччі. За іншими теоріями, білі серби жили поряд із білими хорватами на території історичної Галичини.
Білі серби заснували сербську державність і були ініціаторами вторгнення на Балкани, пережили багато війн проти сусідніх народів, за сприяння з боку Візантійської імперії, серби збереглися і по цей день.

У «De Administrando Imperio» зазначено, що серби, що не сприйняли християнство, є білими сербами і землю де вони мешкали, звали «Бойки» (грец. Βοικι). Аналогічно, хорвати, які не сприйняли християнство, є білими хорватами: 
|  | Хай тобі буде відомо, що серби [ці] походять від неохрещених сербів, які також називаються «білими», і живуть по ту сторону Туркії, в місцевості, що зветься ними Бойки. З ними межує Франгія, а також Велика Хорватія, неохрещена, яку також називають «Білою». Ось там і живуть спрадавна ці серби. |

Частина Білих сербів мігрувала на Балкани в 610—630 роках на чолі з Непізнаним Князем. Перша хвиля білих сербів оселилася в провінції Салоніки (серб. Солун/Solun) на запрошення римського імператора Іраклія який подарував цей край сербам за їх перемогу над аварами у Далмації. Вони облаштувалися в районі під назвою «Сервія, Греція», що є Грецькою Македонією, на захід від міста Салоніки. Пізніше вони розселилися в сьогоденну Хорватію, Боснію, Сербію і Чорногорію (Паганія, Захумл'є, Травунія, Дукля, Рашка, а потім у 14-му столітті утворили Сербське царство). Вони утворили сильну державу на Балканах і асимілювалися з фракійцями, даками, північними іллірійцями і візантійськими греками.
Поселення грецьких сербів залишалися в районі річки Бистриця. Але з плином часу вони асимілювалися з греками, але місце, де вони зупинилися 1400 років тому, все ще носить ім'я: Сервія, грецька транскрипція ім'я серби. Серби, що переселилися на Балкани, зберегли і мову, і самоназву.
Частина білих сербів не зупинилася на Балканах, — але пішла далі, з річки Бистриця (Αλιάκμονας) і оселилися в Гордіоні, Фригія (Анатолія), античне місто вони назвали Гордосервіон, перед цим це місто було фригійським.